# Platypalpus albifacies
Platypalpus albifacies är en tvåvingeart som först beskrevs av Collin 1926.  Platypalpus albifacies ingår i släktet Platypalpus och familjen puckeldansflugor. Inga underarter finns listade i Catalogue of Life.